# Bodrogi Csaba
Bodrogi Csaba (Zalaegerszeg, 1965. július 6. –) 70-szeres magyar válogatott, kosárlabda játékos.
2002-ben visszavonult játékos 2008-ig volt a ZTE KK Rt. ügyvezetője.

## Kosárlabdagála részvétel
- 1988. május 11. (Zalaegerszeg)
- 1989. április 15. (Szolnok)
- 1993. június 5. (Budapest)
- 1998. december 27. (Zalaegerszeg)
- 2005. december 18. (Budapest)

## Nemzetközi szereplés
- 1993 Európa-bajnokság kluboknak (ZTE KK)
- 1994 Korac-kupa (ZTE KK)
- 1995 Európa-bajnokság - elődöntő (Magyarország)
- 1995 Korac-kupa (ZTE KK)
- 1997 Korac-kupa (Albacomp-UPC)
- 1999 Korac-kupa (ZTE KK)

## Sikerei
- négyszeres magyar bajnok (ZTE: 1987/1988,1989/1990,1991/1992; Albacomp: 1997/1998)
- Zalaegerszegért díjban részesült (1999)

## Klubjai
- 1981-1996  ZTE KK
- 1996-1998  Albacomp
- 1998-2002  ZTE KK